# Лапид (общинное поселение)
Лапид (ивр. לפיד‎) — общинное поселение в Центральном округе Израиля, находится в 1.5 км на север от Модиина, в 35 км на восток от Тель-Авива.
Расположен в предгорье Иудейских гор на высоте 265 м над уровнем моря, чем и определяется его климат: более сухой, чем в Тель-Авиве, но более жаркий летом и с большим количеством осадков зимой.

## История
Основан в 1996 году. Название посёлка — «Факел» в переводе с иврита. Назван в память о празднике Ханука, так как в этих местах жили Хасмонеи и зародилось вооруженное восстание Маккавеев.
Здесь велись бои войны за независимость в 1948 году, о чём свидетельствует памятый камень, установленный на въезде в посёлок. На нём написано:

На этом холме 18 июля 1948 года погибли 45 бойцов Пальмаха в войне за независимость, в боях за прорыв дороги на Иерусалим.

Построен в рамках проекта Ариэля Шарона «Поселения звёзд» для увеличения концентрации еврейского населения вдоль границы 1967 года. Проект призван изменить соотношение количества арабского и еврейского населения в этом районе, вбить клин в непрерывность арабских поселений и разрядить транспортные потоки прибрежной низменности.

## Население
По данным Центрального статистического бюро Израиля, население на начало 2020 года составляло 2 394 человека.

## Описание
Управляется местным советом. Проживают 550 семей. Состоит преимущественно из одноэтажных и двухэтажных частных домов, построенных в рамках некоммерческих объединений. В посёлке работает начальная школа, в которой учатся также дети из соседних поселений Кфар-Рут, Шилат и Кфар-Ораним, 4 детских сада, имеются несколько парков и спортивных площадок. Функционируют 2 синагоги и дом культуры.

## Коммуникации
Основные транспортное сообщение осуществляется через шоссе 443 , проходящим на расстоянии 10 км. шоссе номер 6 , и открытым в 2009 году шоссе 431 